# Haliclona enamela
Haliclona enamela är en svampdjursart som beskrevs av de Laubenfels 1930. Haliclona enamela ingår i släktet Haliclona och familjen Chalinidae. Inga underarter finns listade i Catalogue of Life.